# Свети Фотий (Солун)
„Свети Георги“ (на гръцки: Αγίου Φωτίου) е православна църква в македонския град Солун, Гърция, енорийски храм на Солунската епархия на Вселенската патриаршия, под управлението на Църквата на Гърция.
Храмът е разположен на улиците „Ласкаратос“ и „Мария Калас“ в южната част на Пиргите. Основният камък на храма е поставен на 27 септември 1997 г. от патриарх Вартоломей и митрополит Пантелеймон Солунски. Храмът е открит на 10 юни 2007 г. и осветен на 17 май 2009 г. от митрополит Антим Солунски. В храма се съхраняват мощи на Свети лекар Лука и част от Светия кръст.